# Descent
Descent är en spelserie utvecklad av Parallax Software. I spelserien ingår spelen Descent, Descent II och Descent 3, gemensamt för dem alla är att de är av typen förstapersonsskjutare i 3D-miljö.
Första versionen av spel i denna spelserie släpptes år 1995. I denna spelserie finns olika versioner släppta till bland annat PC, Mac, Playstation och Acorn Archimedes.